# Luc Mézy
Luc Mézy, né le 16 novembre 1961 à Aigues-Mortes, est un raseteur français, vainqueur du Trophée des As.

## Biographie
Il fut un adversaire récurrent d'Aimarguois, de Saumade.
Il courra souvent avec son frère Christophe.
Il se retire en 1998, et fait son jubilé le 16 octobre 1999 dans les arènes de Saint-Laurent-d'Aigouze.

## Palmarès
- Trophée des As : 1990, 1991, 1993, 1994